# Norman Brokaw
Norman Brokaw (New York, 21 aprile 1927 – Beverly Hills, 29 ottobre 2016) è stato un manager statunitense.

## Biografia
Manager dirigente della celebre  agenzia di Hollywood William Morris Agency, rappresentò attori come Marilyn Monroe, Kim Novak, Clint Eastwood e Bill Cosby.
Secondo una sua ricostruzione era presente quando Monroe conobbe  Joe Di Maggio.